# Hwang Youn-joo
Hwang Youn-joo (in coreano 황연주; Bucheon, 26 marzo 1986) è una pallavolista sudcoreana.
Gioca nel ruolo di opposto nello Hyundai Hillstate.

## Carriera
La carriera di Hwang Youn-joo inizia nei tornei scolastici sudcoreani, giocando con la Suwon Computer Science Girls' High School. Nella stagione 2005 fa il suo debutto da professionista, esordendo nella neonata V-League con le Pink Spiders, premiata al termine dell'annata come miglior esordiente, servizio e attaccante da seconda linea del torneo; nell'estate del 2005 debutta anche in nazionale in occasione del World Grand Prix 2005.
Nel campionato 2005-06 si aggiudica lo scudetto, premiata come MVP di gennaio, confermandosi campionessa nazionale anche nel campionato seguente, al termine del quale vince i premi di miglior giocatrice dell'All-Star Game e di miglior servizio. Nelle successive tre annate si aggiudica il suo terzo scudetto, trionfando nel campionato 2008-09 e il V.League Top Match 2009; con la nazionale si aggiudica invece la medaglia di bronzo ai XVI Giochi asiatici.
Nella stagione 2010-11 passa allo Hyundai Hillstate, vincendo immediatamente lo scudetto, impreziosito dai premi di miglior giocatrice della regular season e dell'All-Star Game, oltre che dall'ennesimo riconoscimento come miglior servizio; con la nazionale vince la medaglia di bronzo al campionato asiatico e oceaniano 2011, oltre a partecipare ai Giochi della XXX Olimpiade di Londra.
Nel corso del campionato 2014-15 col suo club vince la Coppa KOVO, venendo premiata come miglior giocatrice del trofeo, mentre nel campionato successivo raggiunge nuovamente la finale della coppa nazionale, uscendone sconfitta ma comunque premiata come Most Impressive Player, vincendo il seguito il suo quinto scudetto personale; con la nazionale partecipa ai Giochi della XXXI Olimpiade di Rio de Janeiro.

## Palmarès

### Club
- Campionato sudcoreano: 5

2005-06, 2006-07, 2008-09, 2010-11, 2015-16
- Coppa KOVO: 1

2014
- / V.League Top Match: 1

2009

### Nazionale (competizioni minori)
- Giochi asiatici 2010

### Premi individuali
- 2005 - V-League: Miglior attaccante di seconda linea
- 2005 - V-League: Miglior servizio
- 2005 - V-League: Miglior esordiente
- 2006 - V-League: MVP di gennaio
- 2007 - V-League: MVP dell'All-Star Game
- 2007 - V-League: Miglior servizio
- 2010 - V-League: Premio fair play
- 2011 - V-League: MVP della Regular season
- 2011 - V-League: MVP dell'All-Star Game
- 2011 - V-League: Miglior servizio
- 2014 - Coppa KOVO: MVP
- 2015 - Coppa KOVO: Most Impressive Player
- 2017 - V-League: MVP 3º round